# Mátraverebély
Mátraverebély ist eine ungarische Gemeinde im Kreis Bátonyterenye im Komitat Nógrád. Zur Gemeinde gehören die Ortsteile Kányástelep, Kányáspuszta, Szentkút und Csengerháza. Eine besondere Bedeutung als Wallfahrtsort hat der Ortsteil Szentkút, dessen Name Heiliger Brunnen bedeutet. Schon seit acht Jahrhunderten besuchen Pilger aus dem In- und Ausland den Ort.

## Geografische Lage
Mátraverebély liegt zwischen den Städten Bátonyterenye und Pásztó an dem Fluss Zagyva. Nachbargemeinden sind Sámsonháza, Nagybátony und Tar.

## Gemeindepartnerschaft
- Vereb, Ungarn (seit 2007)

## Sehenswürdigkeiten
- Römisch-katholische Kirche Nagyboldogasszony

### Im OrtsteilSzentkút
- Brunnen Szent Kút mit Marienstatue
- Einsiedler-Höhlen (Remetebarlangok)
- Freilicht-Messeplatz (Szabadtéri miséző) mit Mosaiken
- Kalvarien und Kalvarienkapelle (Kálvária és kálvária-kápolna)
- Bazilika Nagyboldogasszony
- Szent-László-Quelle (Szent László-forrás)

## Verkehr
Durch Mátraverebély verläuft die Hauptstraße Nr. 21. Die Gemeinde ist angebunden an die Eisenbahnstrecke von Hatvan nach Somoskőújfalu.

## Bilder

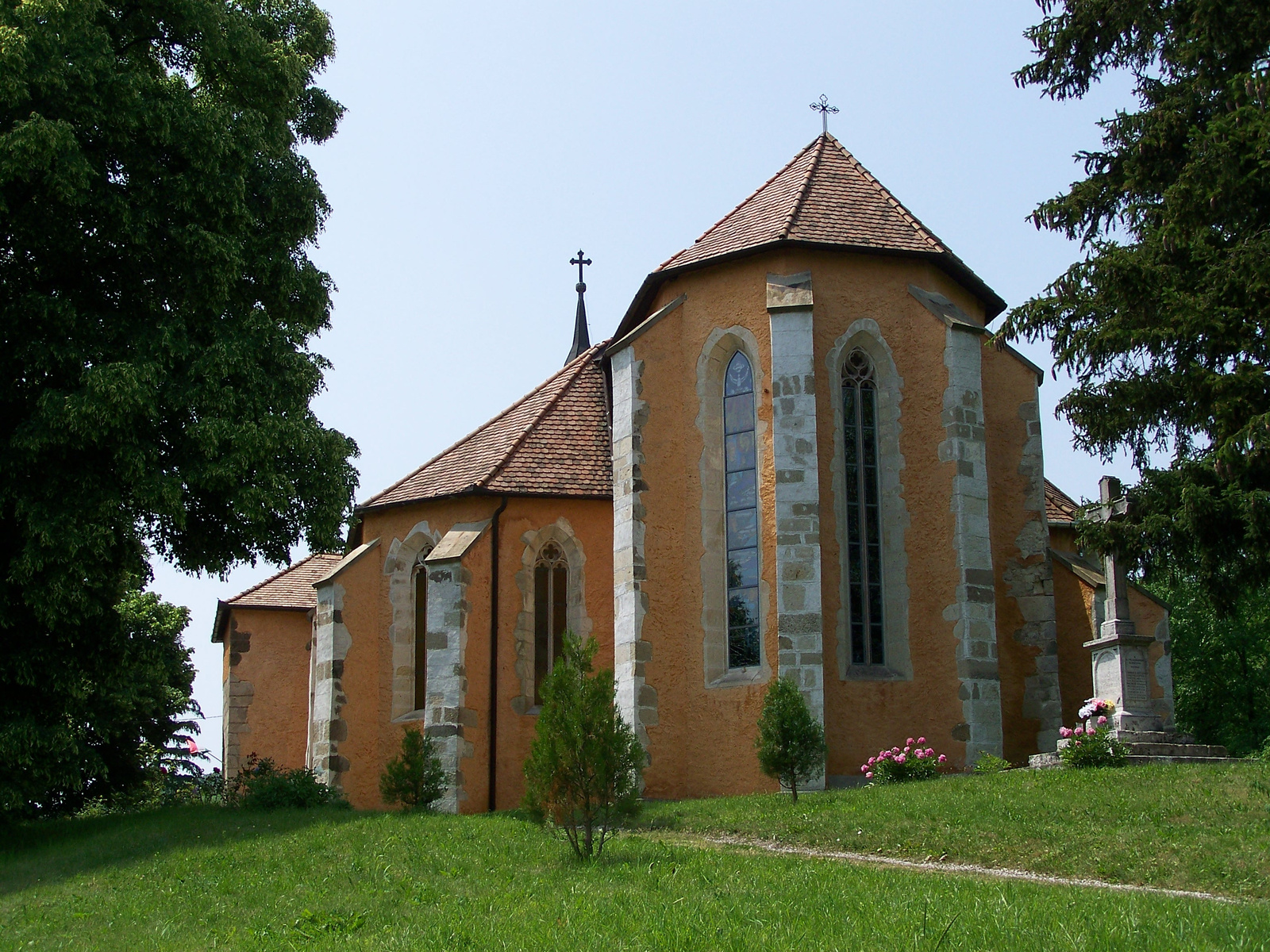
Röm.-kath. Kirche Nagyboldogasszony
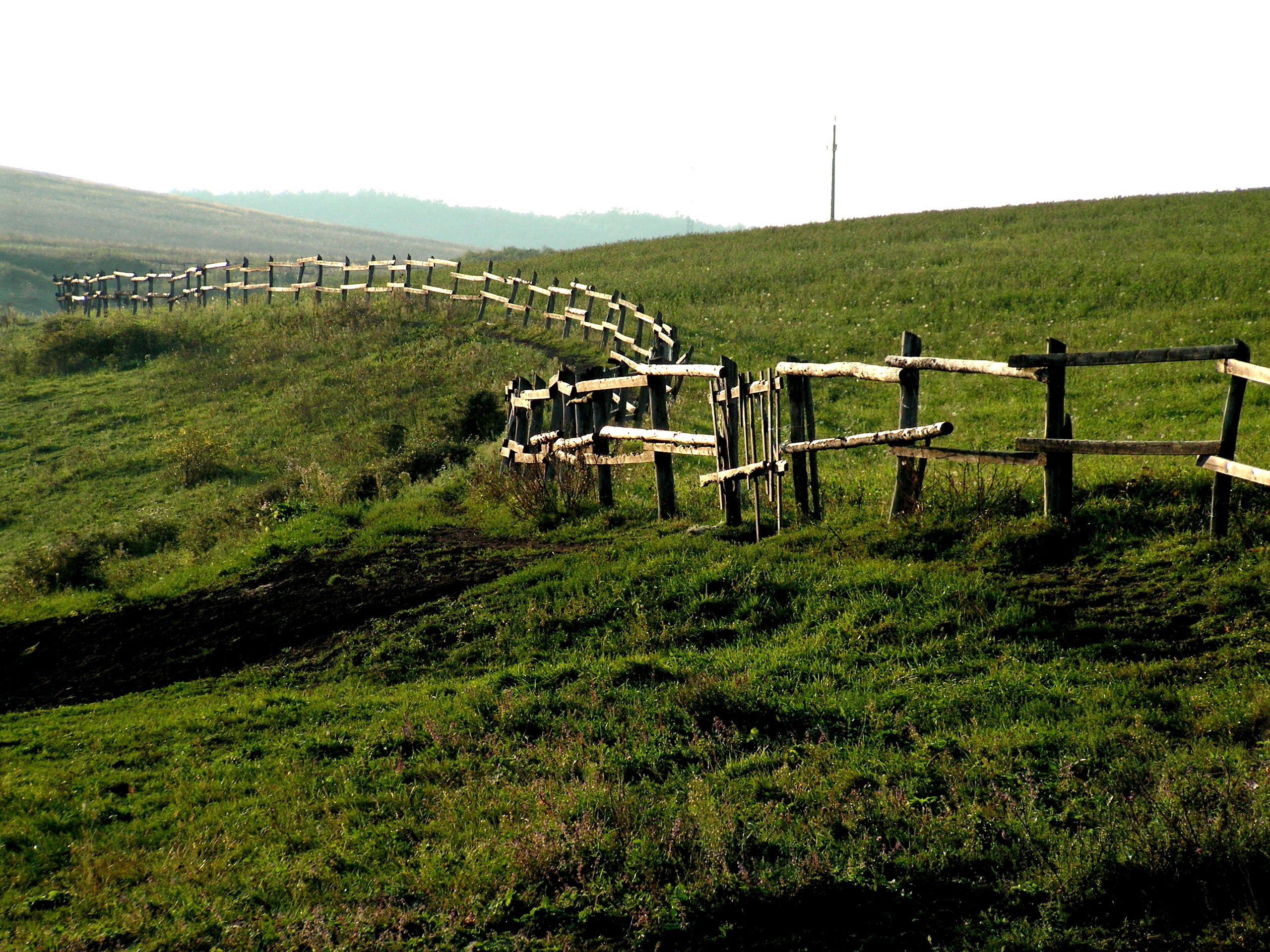
Kányáspuszta
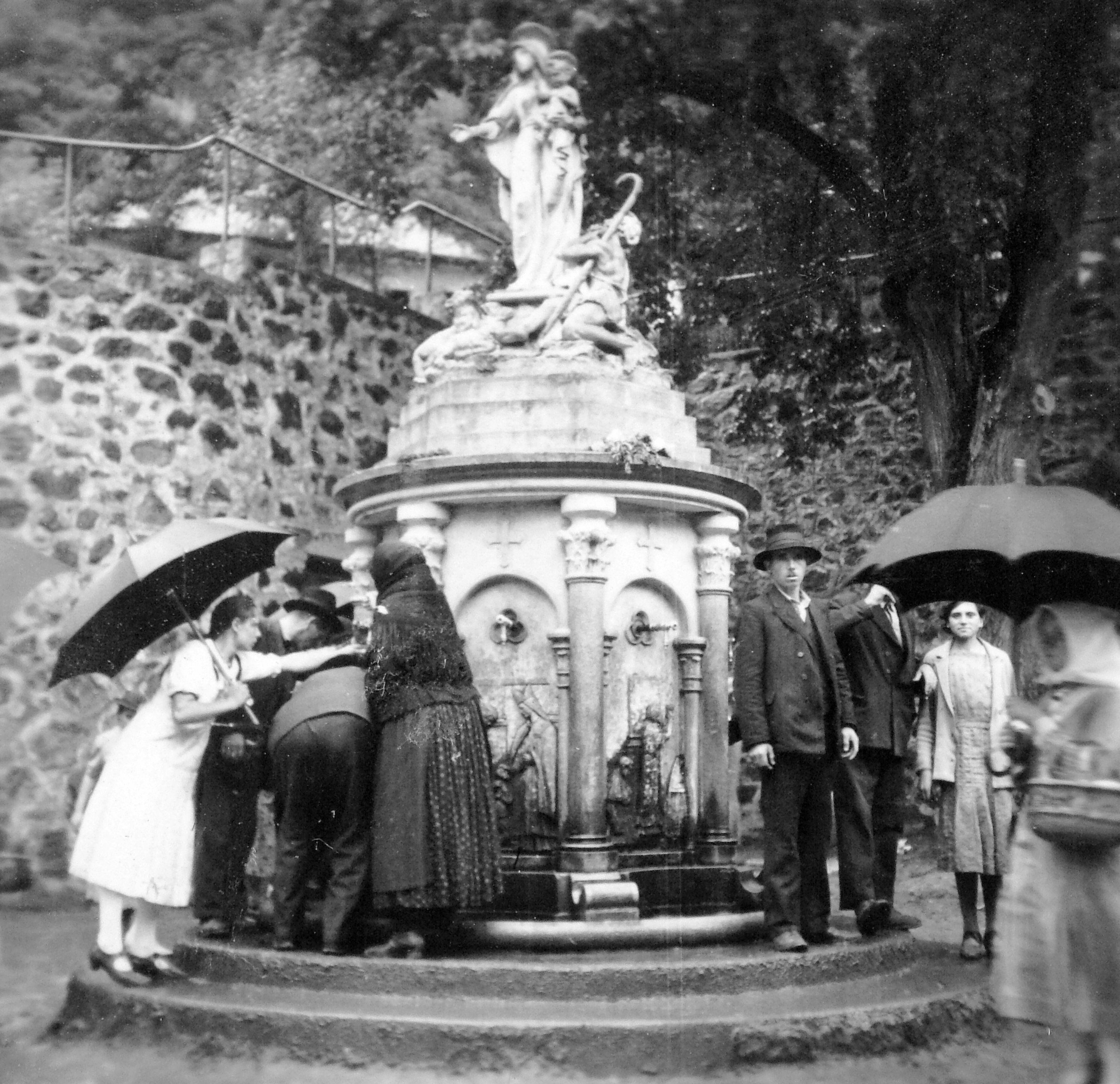
Brunnen Szent Kút (1937)
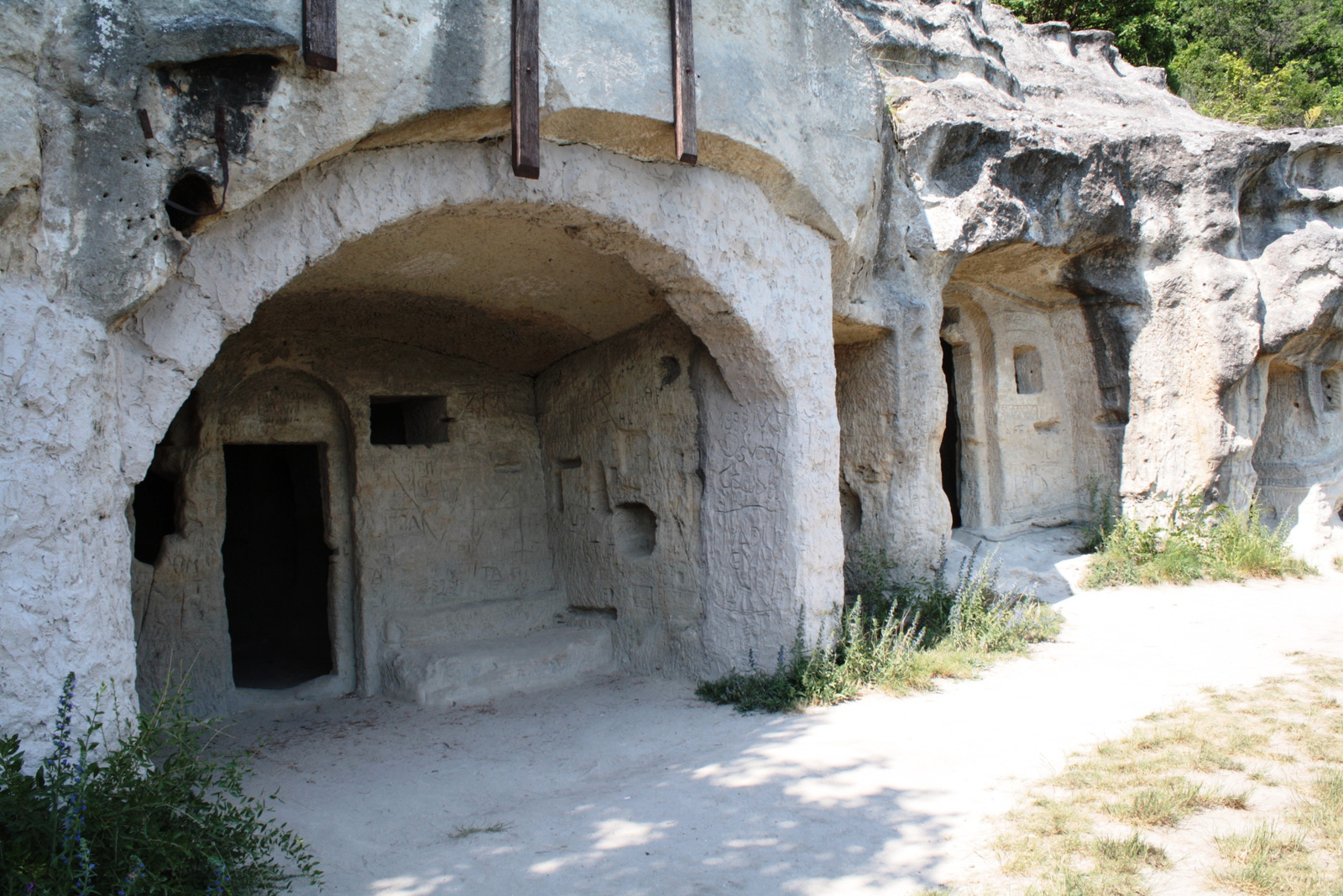
Einsiedler-Höhlen
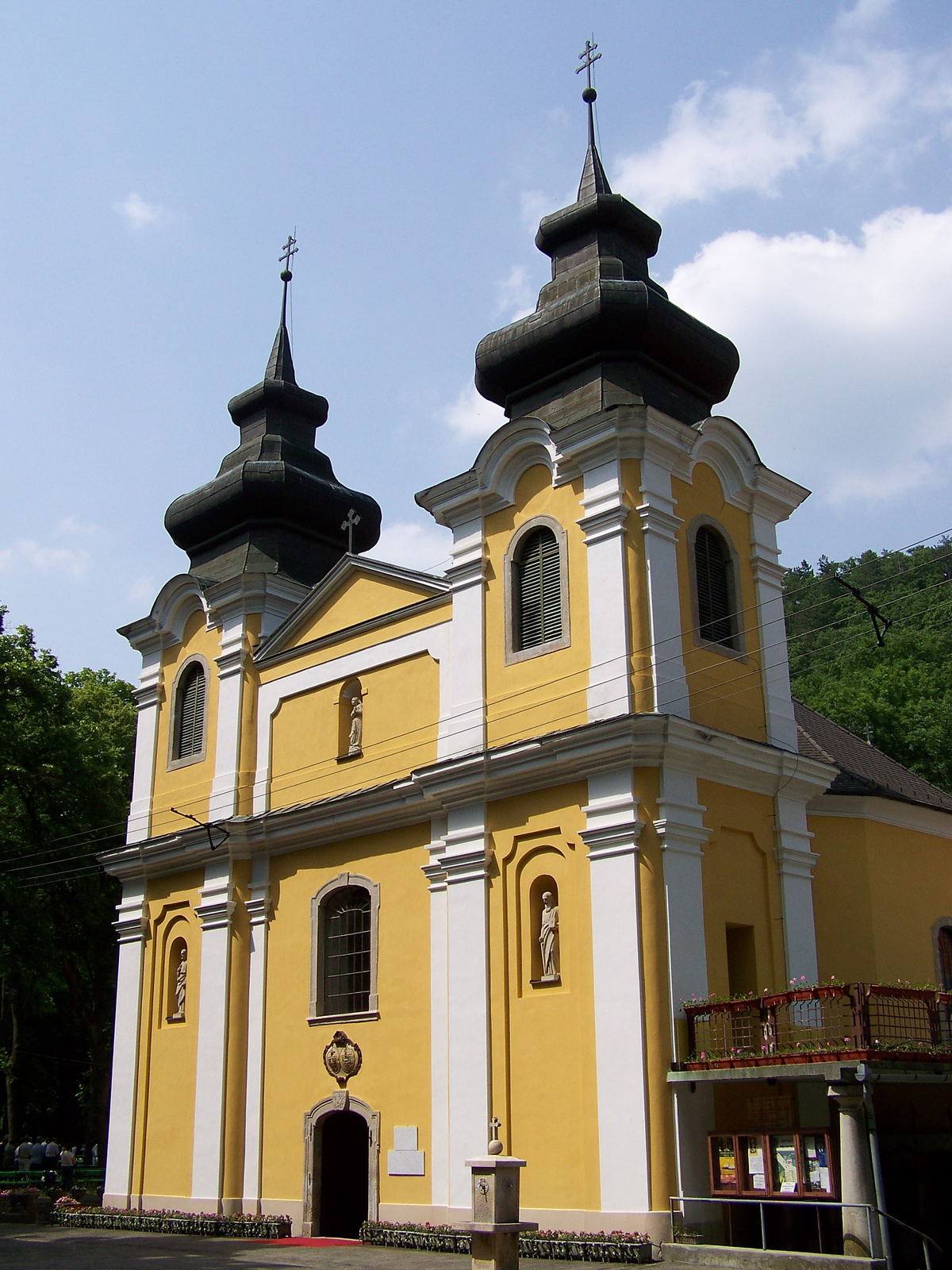
Bazilika Nagyboldogasszony
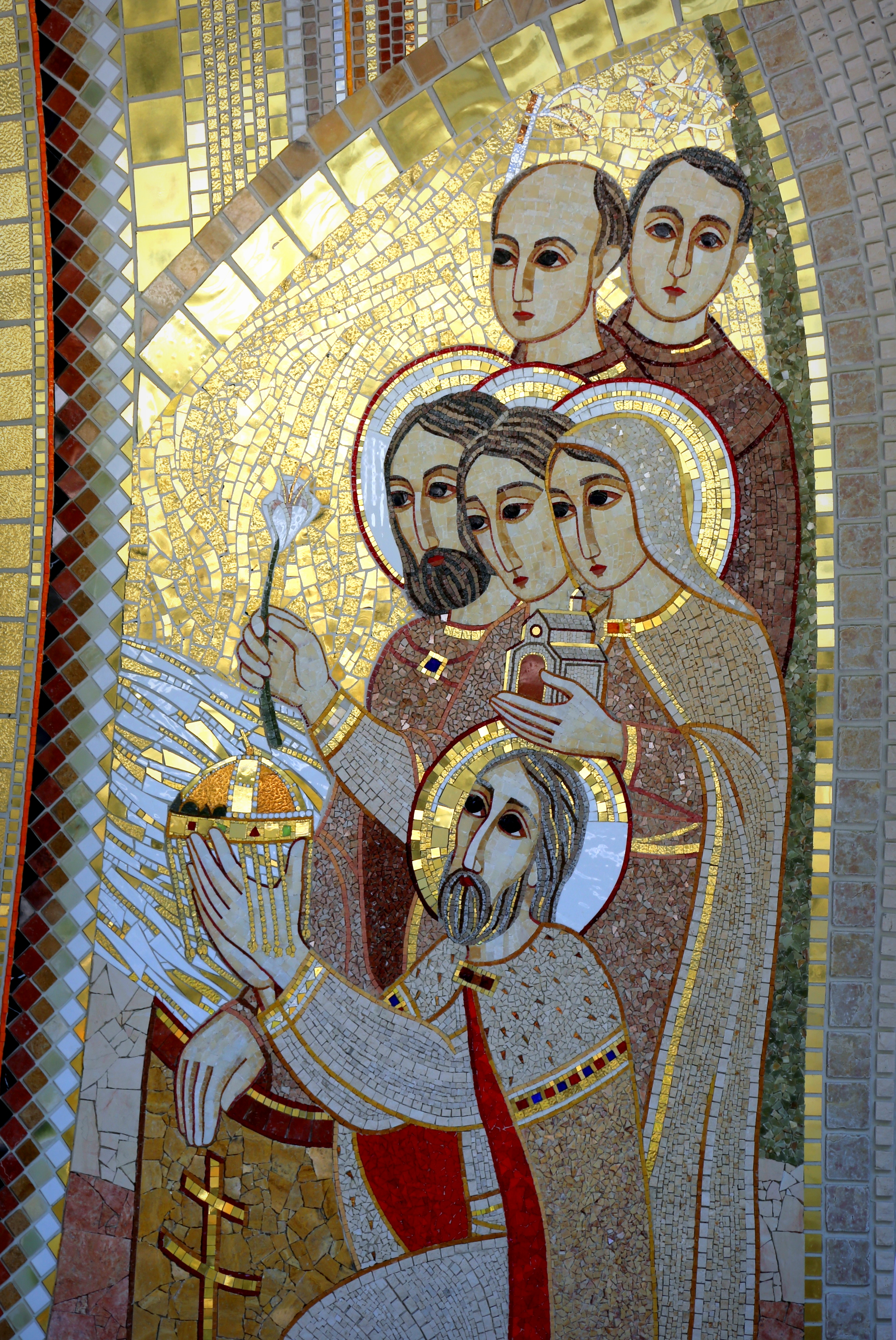
Mosaik am Freilicht-Messeplatz